# Miloslav Žižka
Miloslav Žižka (26. července 1919 Praha – 2. října 2008 tamtéž) byl český fotbalový záložník.

## Hráčská kariéra
Začínal ve vysočanském Slavoji, kde byl jeho tatínek správcem hřiště. Přestože si I. ligu zahrál jen ve Slavii a jeho vzorem byl Pepi Bican, usiloval o přestup do pražské Sparty, což se mu nesplnilo. Fotbalovou kariéru ukončil v době, kdy mu těžce onemocněl syn.

### Prvoligová bilance
| Ročník          | Zápasy | Góly | Minuty | Klub            |
| --------------- | ------ | ---- | ------ | --------------- |
| I. liga 1943/44 | –      | 0    | –      | SK Slavia Praha |
| CELKEM I. LIGA  | –      | 0    | –      |                 |